# ローマ文明博物館
ローマ文明博物館（イタリア語: Museo della Civiltà Romana，英語: The Museum of Roman Culture）は、イタリア ローマのエウローパ地区（EUR = Esposizione Universale Roma）にある古代ローマ文明を扱う博物館。古代ローマの起源から4世紀までの歴史を、発掘された資料のほかに精密に作られた模型や複製品を用いて解説している。ローマ文明博物館は、隣接する天文博物館と建物を共有している。

## 主な収蔵品

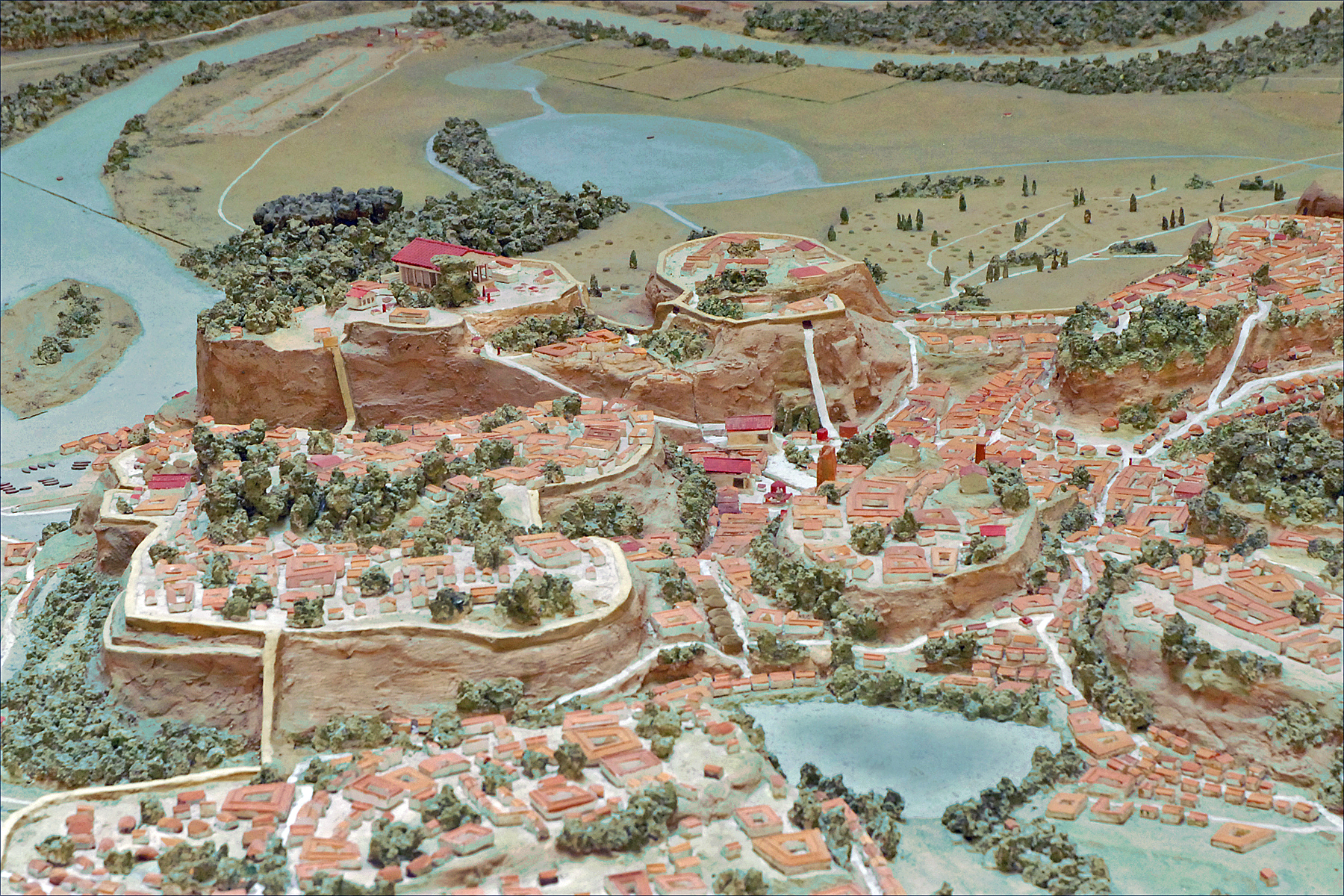
王政ローマ時代の模型（XVIII 展示室）

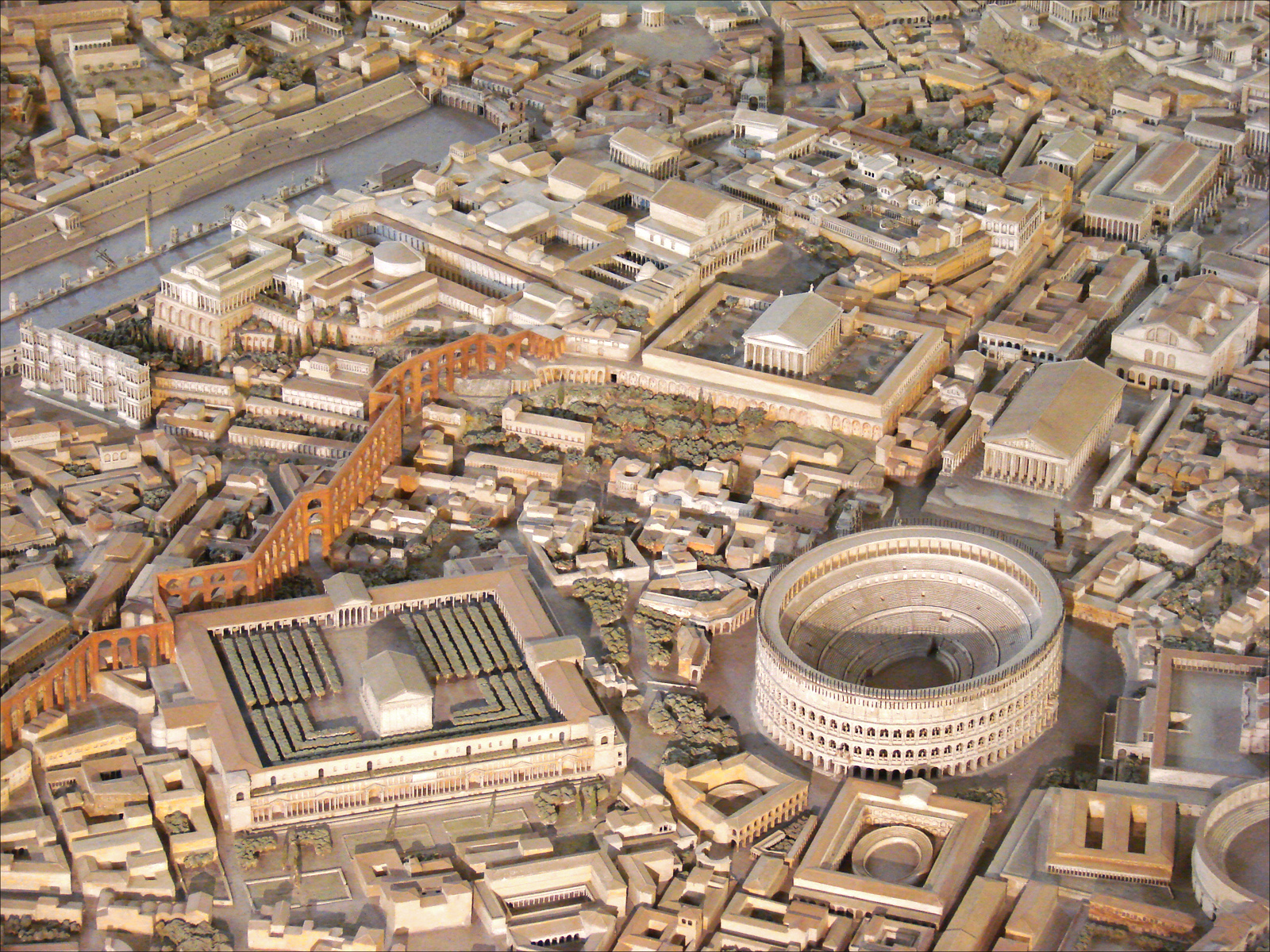
帝政ローマ時代の模型（XXXVIII 展示室）

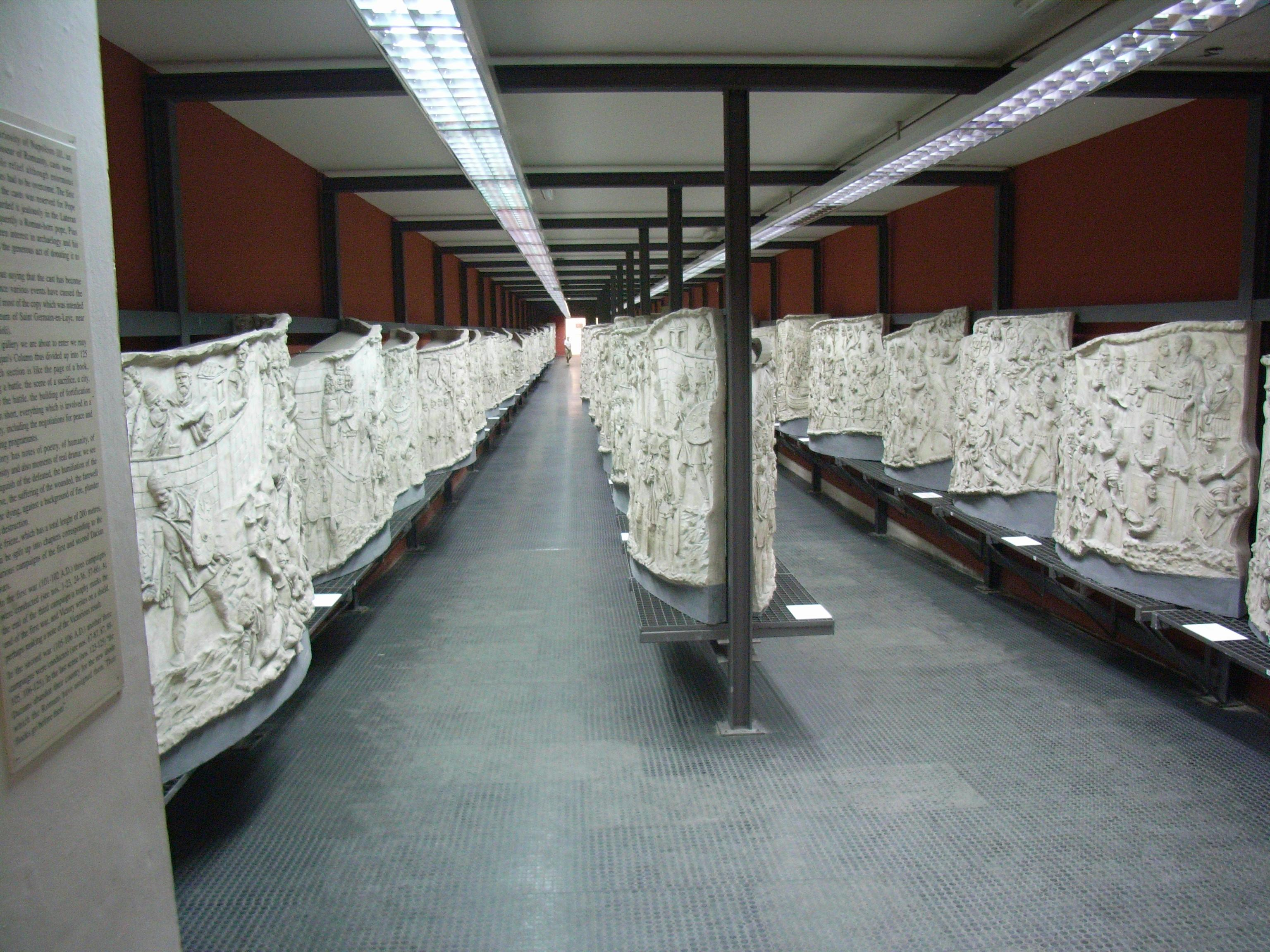
トラヤヌスの記念柱の複製品 分割展示

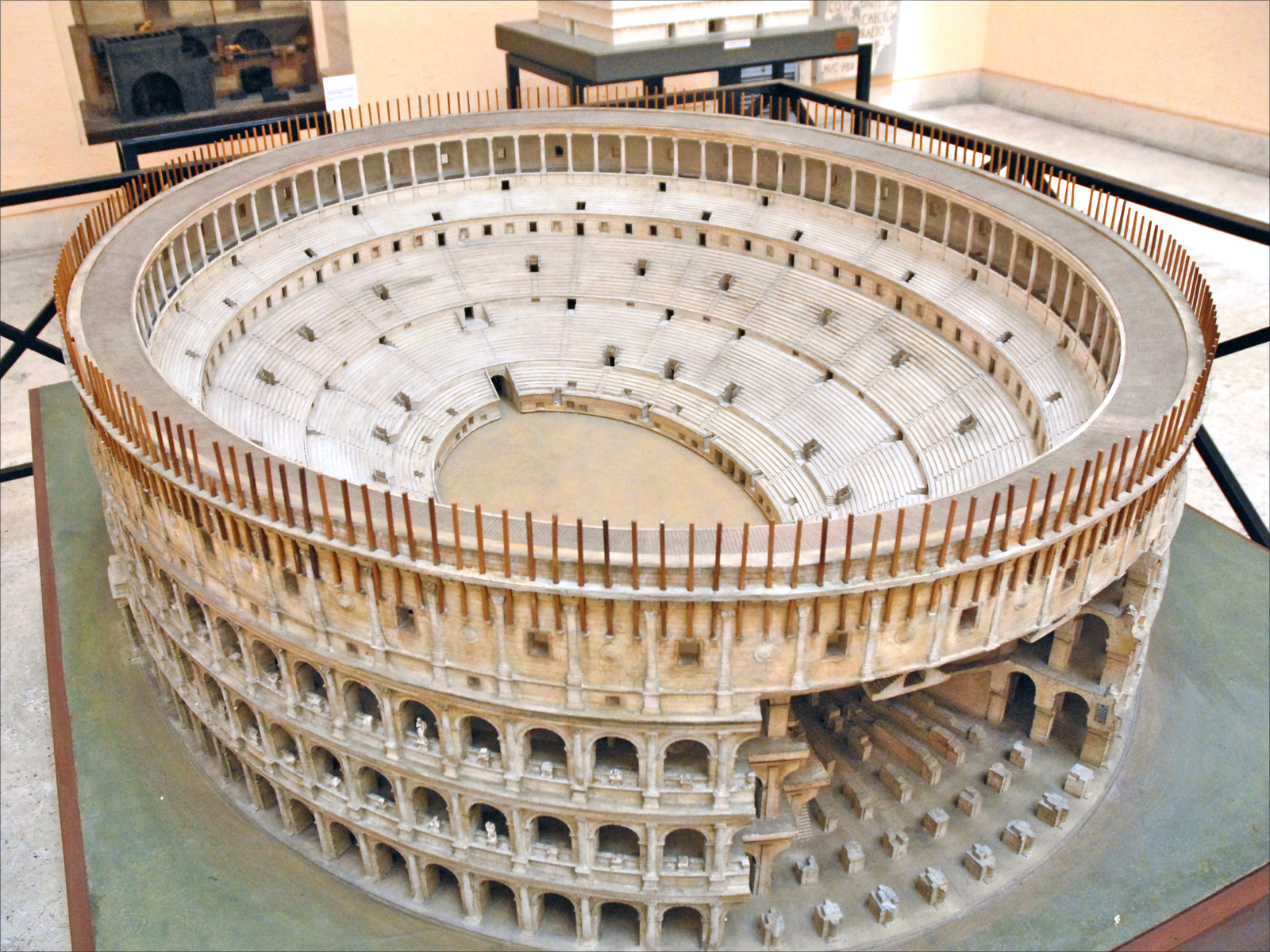
コロッセオの精密模型

## アクセス
- ローマ地下鉄B線 ラウレンティーナ駅から北西へ徒歩800m
- ローマ地下鉄B線 エウル・フェルミ駅から北東へ徒歩1km
- ローマ地下鉄B線 ラウレンティーナ駅からバス765系統Agricoltura行きに乗車し、Museo Civilta' Romanaバス停下車